# Peter Serafinowicz
Peter Serafinowicz (10 de Julho de 1972) é um ator, comediante, músico, compositor e dublador inglês. Entre muitos papéis no cinema, ele interpretou Pete em Shaun of the Dead (2004) e Garthan Saal em Guardiões da Galáxia (2014), além de fornecer a voz de Darth Maul em Star Wars: Episódio I - A Ameaça Fantasma (1999). Ele apareceu em uma variedade de séries de comédia britânicas e americanas.